# Cilindrul lui Nabonid

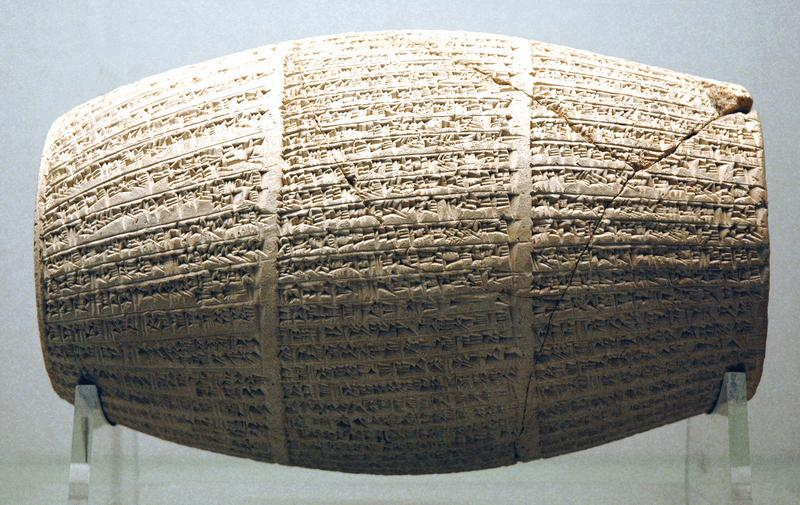
Cilindrul lui Nabonid

Cilindrul lui Nabonid de la Sippar este un text vast în care regele Nabonid al Imperiului Babilonian (556-539 î.Hr.) descrie cum a reparat trei temple: sanctuarul lui Sin, zeul Lunii, din Harran, sanctuarul zeiței războinice Anunitu din Sippar, și templului lui Šamaš, de asemenea, din Sippar. În același timp, el dovedește existența fiului cel mare al lui Nabonid, numit Belșațar, menționat și în Cartea lui Daniel.